# Standard Sumgait
Standard Sumgait – azerski klub występujący w Premyer Liqa założony w 2006 pod nazwą Standard Baku w stolicy kraju, Baku. 12 czerwca 2009 klub przeniósł się do miasta Sumgait i zmienił nazwę na Standard Sumgayit (pl. Standard Sumgait).

## Kadra
| Nr | Poz. | Piłkarz                     |
| -- | ---- | --------------------------- |
| 1  | BR   | Amil Agadzhanov             |
| 3  | OB   | Edvinas Lukosevicius        |
| 4  | PO   | Elnur Hüseynov              |
| 5  | PO   | Daniel Pisla                |
| 7  | PO   | Rajab Farajzada             |
| 9  | PO   | Carlos Silva                |
| 12 | BR   | Huseyn Mahammadov (kapitan) |
| 14 | PO   | Zeynal Zeynalov             |
| 17 | PO   | Alan Kusov                  |

| Nr | Poz. | Piłkarz              |
| -- | ---- | -------------------- |
| 20 | OB   | Davit Chichveishvili |
| 25 | PO   | Zaur Ismayilov       |
| 28 | PO   | Timur Dadashov       |
| 50 | PO   | Chiapa Riquelme      |
| 85 | OB   | Natik Akbarov        |
| 86 | NA   | Farid Guliev         |
|    | PO   | Murad Aghakishiyev   |
|    | PO   | Anar Nazirov         |
|    | PO   | Hugo Machado         |

## Znani piłkarze
- Anatolie Doroș